# Koupark
Koupark nazývaný také KouPark je multifunkční městský park, který se nachází v Radvanicích (části Ostravy) v okrese Ostrava-město v Moravskoslezském kraji. Park vznikl z revitalizačního projektu v místě bývalého koupaliště v Ostravě-Radvanicích v roce 2020 s cílem posílit biodiverzitu území a atraktivitu místa pro obyvatele Ostravy. Veřejnosti volně přístupnému parku dominuje multifunkční dětské hřiště, které je oploceno a vstup na něj je zpoplatněn.

## Historie a současnost

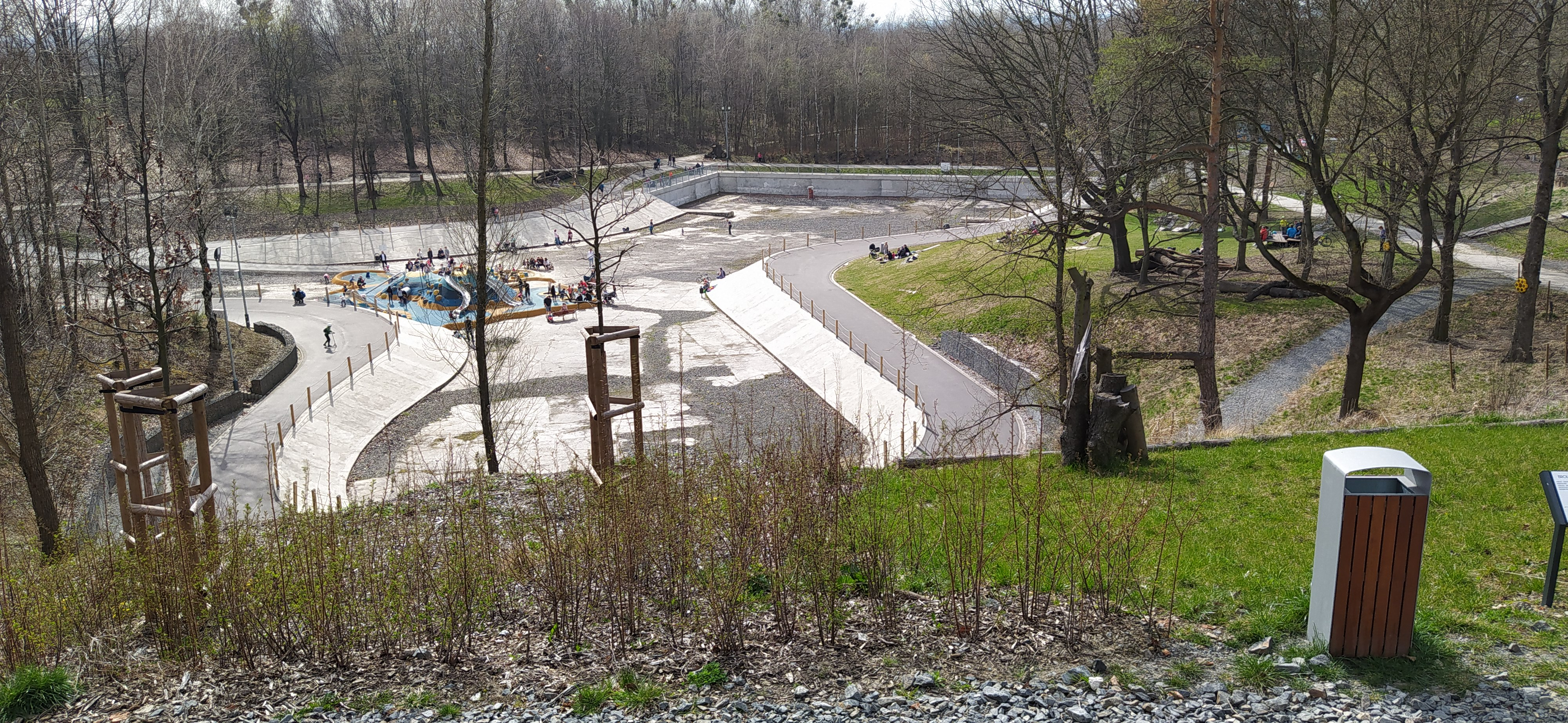

V místě areálu Kouparku byl bývalý Pastrňákův důl se vzrostlou zelení. V letech 1968–1971 proběhla první fáze výstavby koupaliště zahrnující bazén, hřiště a restauraci. I po druhé fázi výstavby, která začala v roce 1972 s cílem odstranit předešlé závady, vybudovat skokanské věže aj., se areál potýkal s mnoha problémy a provoz koupaliště byl ukončen na konci osmdesátých let 20. století. V 90. letech 20. století byl areál privatizován a úplně zchátral, fungoval jako rozsáhlá skládka hlušiny a stavební suti a byl zadlužen.
Od roku 2016 městský obvod usiloval o obnovu místa s cílem vybudovat sportovně-rekreační areál, což se nakonec v roce 2020 podařilo. Projekt revitalizace zahrnoval vyčištění území a odstranění nevhodných staveb, opravu betonového tělesa původního bazénu a vymodelování terénu. Obnovena byla síť cest a doplněn mobiliář, došlo také k výsadbě nových stromů, keřů a bylin. Celková plocha území dotčeného rekultivací činí cca 79 000 m2.
V letech 2022–2023 proběhla poslední etapa výstavby, kdy byla rozšířena dětská plocha na dně původního bazénu z 400 m2 na téměř 4000 m2.

## Součásti areálu
V areálu se nacházejí naučné stezky, dětské hřiště, workoutové hřiště, lanová dráha, lavičky, stoly, lehátka, altán, místa pro grilování aj. V parku je 450 metrů dlouhá in-line dráha, která kopíruje obvod bývalé vodní nádrže. Samozřejmostí jsou také prvky podporující biodiverzitu území (broukoviště, plazníky, hmyzí hotely, domky pro hmyz atp.).

## Další informace
V parku jsou toalety. U parku je možnost parkování automobilů. U parku je také hřiště pro psy.